# Diario de invierno
Pour plus de détails, voir Fiche technique et Distribution.
Diario de invierno est un film espagnol réalisé par Francisco Regueiro, sorti en 1988.

## Fiche technique
- Titre : Diario de invierno
- Réalisation : Francisco Regueiro
- Scénario : Ángel Fernández Santos, Francisco Regueiro et Enrique Vázquez
- Photographie : Juan Amorós
- Montage : Pedro del Rey
- Production : Ángel Somolinos
- Société de production : Castor Films et Televisión Española
- Pays :  Espagne
- Genre : Drame
- Durée : 104 minutes
- Dates de sortie : 
  -  Espagne : 29 septembre 1988

## Distribution
- Fernando Rey : le père
- Eusebio Poncela : León
- Francisco Algora : Culebrero
- Terele Pávez : la mère
- Rosario Flores : la muette
- Lili Muráti : la grand-mère
- Eloy Fernández : l'enfant
- Vicky Peña : Gloria
- Angela Thompson : Carolina

## Distinctions
Le film a été nommé quatre fois aux prix Goya et a remporté le prix du meilleur acteur pour Fernando Rey.